# Liste des ducs de Parme et Plaisance
Le duché de Parme et Plaisance était un petit État de la péninsule italienne qui exista entre 1545 et 1802 puis de 1814 à 1859.
Les ducs de Parme et Plaisance furent également ducs de Plaisance, excepté dans les premières années du règne d'Octave Farnèse (1549 – 1556) et sous le règne des deux ducs choisis par Napoléon Ier en 1808.

## Maison Farnèse (1545-1731)
| Rang | Portrait     | Nom                                                 | Règne       | Notes | Armoiries              |
| --- | ------------ | --------------------------------------------------- | ----------- | --- | ---------------------- |
| 1 | Pierre Ier   | Pierre-Louis (19 novembre 1503 – 10 septembre 1547) | 1545 – 1547 | Fils du pape Paul III, il devient premier duc de Castro, Parme et Plaisance grâce à son père. | Blason de 1545 à 1586. |
| 2 | Octave       | Octave (9 octobre 1524 – 18 septembre 1586)         | 1556 – 1586 | Fils de Pierre Louis et de Gerolama Orsini. Participe à la guerre de Parme de 1551 à 1556, s'allie avec le roi de France Henri II contre son beau-père Charles Quint.                                                                                              | Blason de 1545 à 1586. |
| 3 | Alexandre    | Alexandre (28 août 1545 – 2 décembre 1592)          | 1586 – 1592 | Fils d'Octave et de Marguerite de Parme, condottiere au service du roi Philippe II d'Espagne, il est également gouverneur des Pays-Bas espagnols de 1578 à sa mort.                                                                                                | Blason de 1586 à 1592. |
| 4 | Ranuce Ier   | Ranuce Ier (28 mars 1569 – 5 mars 1622)             | 1592 – 1622 | Fils d'Alexandre Farnèse et de l'infante Marie de Portugal, il assure la régence du duché sous le règne de son père. Sous son règne sont construits le théâtre Farnèse et le Palazzo della Pilotta.                                                                | Blason de 1592 à 1731. |
| Régence (1622-1628) : Édouard Farnèse, frère de Ranuce Ier, et Marguerite Aldobrandini, femme de Ranuce Ier. |              |                                                     |             | | Blason de 1592 à 1731. |
| 5 | Édouard Ier  | Édouard Ier (28 avril 1612 – 11 septembre 1646)     | 1622 – 1646 | Fils de Ranuce Ier et de Marguerite Aldobrandini. Il endette lourdement le duché pour financer son armée. | Blason de 1592 à 1731. |
| Régence (1646-1648) : François Farnèse, frère d'Édouard Ier, et Marguerite de Médicis, femme d'Édouard Ier.  |              |                                                     |             | | Blason de 1592 à 1731. |
| 6 | Ranuce II    | Ranuce II (17 septembre 1630 – 11 décembre 1694)    | 1646 – 1694 | Fils d'Édouard Ier et de Marguerite de Médicis. Il réussit à préserver sa neutralité dans la lutte qui oppose la France à l'Espagne, mais il est obligé d'autoriser le libre passage des troupes qui occasionnent des dommages importants aux populations locales. | Blason de 1592 à 1731. |
| 7 | François Ier | François Ier (19 mai 1678 – 26 février 1727)        | 1694 – 1727 | Deuxième fils de Ranuce II. Grâce à son action, les Farnèse entrent au centre de la grande politique européenne. | Blason de 1592 à 1731. |
| 8 | Antoine      | Antoine François (29 mai 1679 – 20 janvier 1731)    | 1727 – 1731 | Troisième fils de Ranuce II, dernier duc de Parme de la maison Farnèse. | Blason de 1592 à 1731. |

## Maison de Bourbon-Parme (1731 – 1735)
| Rang | Portrait    | Nom                                              | Règne       | Notes | Armoiries |
| ---- | ----------- | ------------------------------------------------ | ----------- | --- | --------- |
| 9    | Charles Ier | Charles Ier (20 janvier 1716 – 14 décembre 1788) | 1731 – 1735 | Fils de Philippe V d'Espagne et d'Élisabeth Farnèse (petite-fille de Ranuce II). Antoine Farnèse nomme comme successeur le « ventre enceint » de son épouse Enrichetta d'Este, ce qui écarte Élisabeth de la succession, mais Enrichetta n'est en réalité pas enceinte. Le traité de Vienne de 1731 entérine la reconnaissance de l'infant Charles comme duc de Parme. |           |

## Maison de Habsbourg (1735 – 1748)
| Rang | Portrait      | Nom                                            | Règne       | Notes | Armoiries |
| ---- | ------------- | ---------------------------------------------- | ----------- | --- | --------- |
| 10   | Charles       | Charles (1er octobre 1685 – 20 octobre 1740)   | 1735 – 1740 | L'empereur Charles VI obtient la cession de Parme et Plaisance en 1735 par les préliminaires du traité de Vienne, qui met fin à la guerre de Succession de Pologne. L'ancien duc Charles de Bourbon obtient quant à lui les royaumes de Naples et de Sicile. |           |
| 11   | Marie-Thérèse | Marie-Thérèse (13 mai 1717 – 29 novembre 1780) | 1740 – 1748 | Fille de l'empereur Charles VI, sa succession n'est pas reconnue universellement, malgré la Pragmatique Sanction, ce qui déclenche la guerre de Succession d'Autriche.                                                                                       |           |

## Maison de Bourbon-Parme (1748 – 1802)
| Rang | Portrait      | Nom                                              | Règne       | Notes | Armoiries |
| ---- | ------------- | ------------------------------------------------ | ----------- | --- | --------- |
| 12   | Philippe Ier  | Philippe Ier (15 mars 1720 – 18 juillet 1765)    | 1748 – 1765 | Fils de Philippe V d'Espagne et d'Élisabeth Farnèse, frère cadet de Charles Ier. Reçoit le duché de Parme par le traité d'Aix-la-Chapelle qui met fin à la guerre de Succession d'Autriche.                                                                                  |           |
| 13   | Ferdinand Ier | Ferdinand Ier (20 janvier 1751 – 9 octobre 1802) | 1765 – 1802 | Fils de Philippe Ier et d'Élisabeth de France. Le duché est occupé par la France en 1796. À sa mort, il désigne son fils Louis pour lui succéder, mais celui-ci reste seulement roi d'Étrurie et Médéric Louis Élie Moreau de Saint-Méry administre le duché pour la France. |           |

## Gouverneurs français (1802 – 1808)
- 1802-1806 : Médéric Louis Élie Moreau de Saint-Méry
- 1806 : Jean-Andoche Junot
- 1806-1808 : Catherine-Dominique de Pérignon

## Ducs de l'époque napoléonienne (1808 – 1814)
| Rang | Portrait   | Nom                                                              | Règne       | Notes | Armoiries |
| ---- | ---------- | ---------------------------------------------------------------- | ----------- | --- | --------- |
| 14   | Cambacérès | Jean-Jacques-Régis de Cambacérès (18 octobre 1753 – 8 mars 1824) | 1808 – 1814 | Le duché est annexé par la France en 1808 et devient le département du Taro. Cambacérès est nommé duc titulaire de Parme par Napoléon. |           |
| -    | Lebrun     | Charles-François Lebrun (19 mars 1739 – 14 juin 1824)            | 1808 – 1814 | Nommé duc titulaire de Plaisance par Napoléon.                                                                                         |           |

## Maison de Habsbourg-Lorraine (1814 – 1847)
| Rang | Portrait     | Nom                                                | Règne       | Notes | Armoiries |
| ---- | ------------ | -------------------------------------------------- | ----------- | --- | --------- |
| 15   | Marie-Louise | Marie-Louise (12 décembre 1791 – 17 décembre 1847) | 1814 – 1847 | Le congrès de Vienne attribue les duchés de Parme, Plaisance et Guastalla à l'épouse de Napoléon, mais sans pouvoir le transmettre à ses descendants. |           |

## Maison de Bourbon-Parme (1847 – 1859)
| Rang                                                | Portrait    | Nom                                            | Règne       | Notes | Armoiries |
| --------------------------------------------------- | ----------- | ---------------------------------------------- | ----------- | --- | --------- |
| 16                                                  | Charles II  | Charles II (22 décembre 1799 – 16 avril 1883)  | 1847 – 1849 | Fils du roi Louis d'Étrurie et de Marie-Louise de Bourbon, il est lui-même roi d'Étrurie de 1803 à 1807, puis duc de Lucques à la mort de sa mère en 1824. À la mort de Marie-Louise, il devient duc de Parme, tandis que le duché de Lucques est annexé par le grand-duché de Toscane. La révolution qui éclate en 1848, et il abdique en faveur de son fils l'année suivante. |           |
| 17                                                  | Charles III | Charles III (14 janvier 1823 – 27 mars 1854)   | 1849 – 1854 | Fils de Charles II et de Marie-Thérèse de Savoie, il meurt assassiné. |           |
| Régence (1854-1859) : Louise Marie Thérèse d'Artois |             |                                                |             | |           |
| 18                                                  | Robert Ier  | Robert Ier (9 juillet 1848 – 16 novembre 1907) | 1854 – 1859 | Fils de Charles III et de Louise Marie Thérèse d'Artois. Comme il n'a que six ans à la mort de son père, sa mère assure la régence. À la suite de la deuxième guerre d'indépendance italienne, les Bourbons sont chassés et le duché obtient son rattachement au royaume de Sardaigne, qui devient le royaume d'Italie en 1861.                                                 |           |

## Ducs titulaires depuis 1859
| Rang | Portrait   | Nom                                                            | « Règne »   | Notes | Armoiries |
| ---- | ---------- | -------------------------------------------------------------- | ----------- | --- | --------- |
| 18   | Robert Ier | Robert Ier (9 juillet 1848 – 16 novembre 1907) mort à 59 ans   | 1859 – 1907 | Malgré la perte du trône, Robert et sa famille bénéficient d'un patrimoine considérable, ils voyagent en trains privés de plus de dix voitures, ils disposent d'un château à Schwarzau am Steinfeld à proximité de Vienne, à Villa Pianore (it) dans le Nord de l'Italie et le château de Chambord. |           |
| 19   | Henri Ier  | Henri Ier (en) (13 juin 1873 – 16 novembre 1939) mort à 66 ans | 1907 – 1939 | Déclaré mentalement incompétent, c'est son frère Élie de Parme qui se montre comme chef de famille, bien que le titre de duc de Parme reste à Henri. |           |
| 20   | Joseph Ier | Joseph Ier (en) (30 juin 1875 – 7 janvier 1950) mort à 74 ans  | 1939 – 1950 | Comme son frère, il est déclaré mentalement incompétent, c'est son frère Élie de Parme qui se montre comme chef de famille, bien que le titre de duc de Parme reste à Joseph. |           |
| 21   |            | Élie Ier (23 juillet 1880 – 27 juin 1959) mort à 78 ans        | 1950 – 1959 | Il est chef de la maison de Parme de 1950 à 1959 après en avoir été le représentant pour ses deux frères aînés handicapés de 1907 à 1950. |           |
| 22   |            | Robert II (en) (7 août 1909 – 15 novembre 1974) mort à 65 ans  | 1959 – 1974 | Mort sans enfants. |           |
| 23   |            | Xavier Ier (25 mai 1889 – 7 mai 1977) mort à 87 ans            | 1974 – 1977 | Aussi prétendant au trône d'Espagne par le carlisme. |           |
| 24   |            | Charles IV (8 avril 1930 – 18 août 2010) mort à 80 ans         | 1977 – 2010 | Il avait également été prétendant carliste éphémère au trône d'Espagne de 1975, année de l'abdication de son père, jusqu'en 1978, année de la proclamation de la nouvelle Constitution. Il portait les titres de courtoisie de « duc de Parme » et de « comte de Montemolín ». Né français, il avait obtenu la nationalité espagnole en 1979 par décret du roi Juan Carlos. Son identité à l'état civil espagnol était Carlos Hugo de Borbón-Parma y Borbón. |           |
| 25   |            | Charles V (27 janvier 1970 – )                                 | 2010 –      | Duc de Parme depuis 2010. |           |

## Généalogie
- Paul III, pape
  -   Pierre-Louis de Parme (Pier Luigi Farnese), duc de Parme
    -   Octave de Parme (Ottavio Farnese), duc de Parme
      -   Alexandre de Parme (Alessandro Farnese), duc de Parme
        -   Ranuce Ier de Parme (Ranuccio Farnese), duc de Parme
          -   Édouard Ier de Parme (Odoardo Farnese), duc de Parme
            -   Ranuce II de Parme (Ranuccio II Farnese), duc de Parme
              -   François de Parme (Francesco Farnese), duc de Parme
              -   Antoine de Parme (Antonio Farnese), duc de Parme
              -  Édouard II Farnèse (Odoardo II Farnese)
                -  Élisabeth Farnèse (Elisabetta Farnese)
                  -   Charles Ier de Parme (Charles III d'Espagne), duc de Parme
                  -   Philippe Ier de Parme (Felipe de Borbón-Parma y Farnesio), duc de Parme
                    -   Ferdinand Ier de Parme (Ferdinando di Borbone-Parma), duc de Parme
                      -  Louis Ier d'Étrurie (Ludovico di Borbone-Parma)
                        -   Charles II de Parme (Carlo di Borbone-Parma), duc de Parme
                          -   Charles III de Parme (Carlo di Borbone-Parma), duc de Parme
                            -   Robert Ier de Parme (Roberto di Borbone-Parma), duc de Parme
                              -   Henri Ier de Parme (Enrico di Borbone-Parma)
                              -   Joseph Ier de Parme (Giuseppe di Borbone-Parma)
                              -   Élie de Parme (Elias di Borbone-Parma)
                                -   Robert II de Parme (Roberto di Borbone-Parma)

                              -   Xavier de Parme (Francesco Saverio di Borbone-Parma)
                                -   Charles IV de Parme (Carlos Hugo de Borbón-Parma y Bourbon-Busset)
                                  -   Charles V de Parme (Carlos Javier de Borbón-Parma y Orange-Nassau)

- Charles de Parme (Charles VI du Saint-Empire), duc de Parme
  -   Marie-Thérèse de Parme (Marie-Thérèse d'Autriche), duchesse de Parme
    -  Léopold II du Saint-Empire
      -  François Ier d'Autriche
        -   Marie-Louise de Parme (Marie-Louise d'Autriche), duchesse de Parme